# Magento
Magento è un CMS open source per l'e-commerce lanciato il 31 marzo 2008. È stato creato dalla Varien e costruito sopra Zend Framework. È pubblicato con licenza Open Software License versione 3.0. Secondo Statista nel 2022 Magento raggiunge un market share, tra le piattaforme per fare commercio elettronico tra il 2 e il 3%.

## Storia
I lavori per la creazione di Magento sono cominciati nel gennaio del 2007. Sette mesi dopo, il 31 agosto 2007, è stata pubblicata la versione beta.
La rivista tedesca t3n ha promosso Magento nell'edizione di dicembre 2007.
Nel marzo 2008, Magento è stato scelto per presentare la conferenza Under the Radar: The Business of Web Apps.
Nel luglio 2012 viene scoperta una falla di sicurezza di Zend Framework che potrebbe compromettere la sicurezza degli store creati con Magento. Vengono quindi divulgati alcuni bugfix per le versioni fino alla 1.7.0.0 e dopo qualche giorno viene distribuita la versione 1.7.0.2 che include già al suo interno le patch per questo bug.
Il 3-4 giugno 2014 si è tenuta a Milano la prima edizione italiana del Meet Magento, focus Business e Tech. Lo stesso evento si è tenuto nel 2015 il 5 e 6 Marzo e nel 2016 il 3 e 4 Marzo.
Il 21 maggio 2018 Magento Inc. è stata acquisita da Adobe
A partire da Aprile 2021 la versione a pagamento, denominata precedentemente Magento Enterprise Edition è stata rimarchiata con il nuovo nome Adobe Commerce.

## Versioni
- Magento 1.0 - 31 marzo 2008;
- Magento 1.1 - 25 luglio 2008;
- Magento 1.2 - 29 dicembre 2008;
- Magento 1.3 - 30 marzo 2009;
- Magento 1.4 - 12 febbraio 2010;
- Magento 1.5 - 8 febbraio 2011;
- Magento 1.6 - 16 agosto 2011;
- Magento 1.7 - 24 aprile 2012;
- Magento 1.7.0.2 - 5 luglio 2012;
- Magento 1.8 - 25 settembre 2013;
- Magento 1.9 - 13 maggio 2014;
- Magento 1.9.2.1 - 4 agosto 2015;
- Magento 1.9.3 - 13 Ottobre 2016;
- Magento 2.0.2 - 28 gennaio 2016;
- Magento 2.0.4 - 31 marzo 2016;
- Magento 2.0.5 - 28 aprile 2016;
- Magento 2.0.6 - 17 maggio 2016;
- Magento 2.0.7 - 24 maggio 2016;
- Magento 2.0.8 - 18 luglio 2016;
- Magento 2.1.0 - 23 giugno 2016.[8]
- Magento 2.2.0 - 26 settembre 2017
- Magento 2.3.0 - 28 novembre 2018
- Magento 2.4.0 - 28 luglio 2020
- Magento 2.4.7-beta2 - 10 ottobre 2023 [9]
- Magento 2.4.7-p4 - 11 febbraio 2025